# Пигалёва, Мария Алексеевна
Мария Алексеевна Пигалёва (род. 19 февраля 1981) — российская футболистка, вратарь. Выступала за сборную России. Участница чемпионата мира 2003 года. Мастер спорта России.

## Карьера

### Клубная карьера
Пигалёва выступала за женские футбольные команды «Текстильщик» (Раменское), ЦСК ВВС (Самара), «Чертаново» (Москва), «Надежда» (Ногинск), «Россиянка» (Красноармейск) и «ШВСМ Измайлово» (Москва).

### Карьера в сборной
Первые матчи за сборную России провела на турнире кубок Америки в октябре 2002 года против Италии (2:1) и во втором тайме против Австралии, заменив неудачно сыгравшую в первом тайме Татьяну Пичугову (0:2). В 2003 году провела матч против сборной Венгрии (3:1). В 2004 году провела второй тайм против Англии (2:1). В 2005 году участвовала в матчах против Украины (2:1), Японии (2:4 и 0:2) и Ирландии (5:1). В 2006 году участвовала в матчах против Швейцарии (2:0) и Германии (2:3).

## Достижения
Командные
- Чемпион России (2): 2005, 2006
- Серебряный призёр чемпионата России: 1998
- Бронзовый призёр чемпионата России: 2000
- Обладатель кубка России (2): 2005, 2006
- Финалист кубка России (2): 2004, 2007

Личные
- В списке «33 лучших футболисток России»: 2000[16], 2005[17], 2006[18]